# Lee Watkinson
Lee Watkinson (* 18. Oktober 1966 in Cheney, Washington) ist ein professioneller US-amerikanischer Pokerspieler. Er gewann 2006 ein Bracelet bei der World Series of Poker und erreichte 2007 den Finaltisch des Main Events der Turnierserie.

## Pokerkarriere
Bei der World Series of Poker (WSOP) in Las Vegas wurde Watkinson im Mai 2004 Zweiter in der Variante Pot Limit Omaha. Im Juli und August 2004 wurde er jeweils Zweiter beim Main Event der World Poker Tour (WPT). Watkinson musste sich je einmal Eli Elezra und Doyle Brunson geschlagen geben. 2005 wurde er 45. beim WSOP-Main-Event, wofür er über 235.000 US-Dollar erhielt. Ein Jahr später wurde er im selben Turnier 113. Sein erstes Bracelet gewann Watkinson 2006 in Pot Limit Omaha. Er erhielt dafür mehr als 650.000 US-Dollar Siegprämie. Beim Main Event der WSOP 2007 gelang ihm der Sprung an den Finaltisch. Dort belegte Watkinson den achten Platz und erhielt rund 585.000 US-Dollar. Im Januar 2008 gewann er bei der Aussie Millions Poker Championship in Melbourne ein Turnier mit einem Hauptpreis von über 180.000 Australischen Dollar. Ende desselben Monats belegte er beim WPT-Main-Event in Atlantic City den mit mehr als 280.000 US-Dollar dotierten fünften Platz. Bei der WSOP 2009 wurde er bei einem Event in Pot Limit Omaha Hi-Lo Zweiter und erhielt rund 140.000 US-Dollar. Seitdem blieben größere Turniererfolge aus.
Insgesamt hat sich Watkinson mit Poker bei Live-Turnieren mehr als 4 Millionen US-Dollar erspielt. Er war einer der Pros bei Full Tilt Poker.

## Privatleben
Watkinson gab mehrmals an, dass seine Hauptinteressen neben dem Pokersport vor allem Surfen und Wrestling sind. Er kämpfte eine Zeit lang selber, vom College bis 2001. Außerdem ist er ein überzeugter Tierschützer.